# Anguel Naïdenov
Anguel Petrov Naïdenov (Ангел Петров Найденов, en bulgare), né le 28 septembre 1958 à Kardjali, est un homme politique bulgare membre du Parti socialiste bulgare (BSP). Il est ministre de la Défense entre le 29 mai 2013 et le 6 août 2014.

## Biographie

### Activités politiques
Élu député à l'Assemblée nationale pour la première fois en 1995, il a été vice-président du groupe parlementaire socialiste et porte-parole du BSP.
Le 29 mai 2013, il est nommé ministre de la Défense dans le gouvernement de centre-gauche de Plamen Orecharski. Il est remplacé le 6 août 2014 par l'indépendant Velissar Schalamanov.